# روزا كينغ
روزا كينغ (بالإنجليزية: Rosa King)‏ هي عازفة الجاز ومغنية أمريكية، ولدت في 14 مارس 1939، وتوفيت في 12 ديسمبر 2000.

## وصلات خارجية
- روزا كينغ على موقع ميوزك برينز (الإنجليزية)
- روزا كينغ على موقع أول ميوزيك (الإنجليزية)
- روزا كينغ على موقع ديسكوغز (الإنجليزية)